# Лев Мантула
Лев Мантула (сербохорв. Lev Mantula, 8 грудня 1928, Сараєво — 1 грудня 2008, Цюрих) — югославський футболіст, що грав на позиції захисника. По завершенні ігрової кар'єри — тренер.
Виступав, зокрема, за клуби «Динамо» (Загреб), «Загреб» та «Серветт», а також національну збірну Югославії.
Чемпіон Югославії. Дворазовий чемпіон Швейцарії. Володар Кубка Швейцарії. Чемпіон Швейцарії (як тренер). 

## Клубна кар'єра
У дорослому футболі дебютував 1947 року виступами за команду клубу «Сараєво», в якій провів чотири сезони. 
Своєю грою за цю команду привернув увагу представників тренерського штабу клубу «Динамо» (Загреб), до складу якого приєднався 1952 року. Відіграв за «динамівців» наступні три сезони своєї ігрової кар'єри. За цей час виборов титул чемпіона Югославії.
1955 року уклав контракт з клубом «Загреб», у складі якого провів наступні три роки своєї кар'єри гравця. 
З 1959 року грав у Швейцарії —  три сезони захищав кольори команди клубу «Серветт», в якому двічі вигравав чемпіонат Швейцарії. А згодом завершував професійну ігрову кар'єру у «Сьйоні», за команду якого виступав протягом 1962—1966 років. За цей час додав до переліку своїх трофеїв титул володаря Кубка Швейцарії.

## Виступи за збірну
1954 року провів свій єдиний офіційний матч у складі національної збірної Югославії. Того ж року у її складі був учасником чемпіонату світу у Швейцарії, де, утім, лишався запасним гравцем і на поле не виходив.

## Кар'єра тренера
Розпочав тренерську кар'єру, ще продовжуючи грати на полі, 1963 року, очоливши тренерський штаб свого тодішнього клубу «Сьйон».
Згодом залишився у Швейцарії, сконцентрувавшись на тренерській роботі — 1967 року став головним тренером «Цюриха», який у першому ж сезоні привів до перемоги у національній першості, після чого тренував команду з Цюриха ще один рік.
Пізніше був головним тренером «Ксамакса», протягом 1972–1975 років та з 1979 по 1980 рік.
Помер 1 грудня 2008 року на 80-му році життя у Цюриху.

## Титули і досягнення

### Як гравця
- Чемпіон Югославії (1):

«Динамо» (Загреб):  1953-1954
- Чемпіон Швейцарії (2):

«Серветт»: 1960-1961, 1961-1962
- Володар Кубка Швейцарії (1):

«Сьйон»: 1964-1965

### Як тренера
- Чемпіон Швейцарії (1):

«Цюрих»: 1967-1968